# Acartia dweepi
Acartia dweepi is een eenoogkreeftjessoort uit de familie van de Acartiidae. De wetenschappelijke naam van de soort is voor het eerst geldig gepubliceerd in 1978 door Haridas & Madhupratap.